# هرگز مثل قبل نمیشن
«هرگز مثل قبل نمیشن» (به انگلیسی: Never Be the Same) ترانه‌ای از خوانندهٔ استرالیایی جسیکا مائبوی می‌باشد که در ۷ مارس سال ۲۰۱۴ به‌عنوان چهارمین تک‌آهنگ از سومین آلبوم استودیویی مائبوی تحت عنوان زیبا منتشر گردید. این ترانه روایت «سردرگمی بزرگ شدن و واقعیت اینکه تغییرات و دگرگونی‌ها در زندگی اجتناب ناپذیر هستند» می‌باشد.